# 谢里夫
谢里夫（阿拉伯语：‎，马格里布方言：Chorfa），一个传统的阿拉伯血统称谓，该词语是一个意为“贵族”、“高贵”的形容词。
阿拉伯世界的逊尼派称哈桑·本·阿里的子孙为“谢里夫”，而称哈桑弟弟侯赛因·本·阿里的子孙为“赛义德”。哈桑和侯赛因都是伊斯兰教先知穆罕默德的外孙，是穆罕默德的堂弟阿里和女儿法蒂玛生育的儿子。然而1925年麦加谢里夫领灭亡后的后哈希姆时代，“赛义德”被用来指代哈桑和侯赛因的后代。什叶派则使用“赛义德”和“哈比卜”来指代哈桑和侯赛因的子孙。
从1201年开始，到汉志被伊本·沙特占领的1925年为止，哈桑·本·阿里的子孙一直拥有麦加谢里夫的头衔，同时还经常身负汉志国王的称号和权位。他的后裔现在还统治着约旦哈希姆王国，“哈希姆”一名出自穆罕默德出身的哈希姆部落。在摩洛哥，几个王朝均具有谢里夫血统，现在的阿拉维王朝也宣称是谢里夫。

## 马格里布

### 摩洛哥
阿拉伯词语“Sharif”在马格里布阿拉伯语中被称为“Chorfa”，中文中都译为“谢里夫”。在摩洛哥，伊德里斯、萨阿德和阿拉维王朝都是谢里夫血统。
伊德里斯一世是该国第一个知名谢里夫，他是阿里和法蒂瑪的曾孙。786年，在麦加附近的法赫战役中败于阿巴斯王朝后，伊德里斯一世和他的子民从叙利亚逃到了摩洛哥。788年，他受到了梅克内斯附近的罗马城市瓦卢比利斯的阿马齐格人的欢迎。他建立了帝国城市非斯。据信伊德里斯一世在791年被哈里发哈伦·拉希德派人毒死了，他去世的时候，妻子坎扎（Kenza）已经怀孕。两个月后，他的儿子伊德里斯二世出生，他的仆人馬瓦里拉希德（Rached）和坎扎将之抚养长大。十一岁时，伊德里斯二世登基。他的陵墓位于瓦卢比利斯附近山上的穆莱伊德里斯。伊德里斯二世的后代一直统治该国到10世纪下半叶，当时宰那泰人的入侵导致了该王朝的灭亡，宰那泰人是一个原在法蒂玛王朝治下，后再后倭马亚王朝治下的阿马齐格部落。伊德里斯王朝的子孙主要生活在北非的卡萨布兰卡、非斯、瓦萨尼、丹吉尔、塔扎、拉巴特、塞拉、乌季达、梅克内斯、得土安、舍夫沙万和穆莱伊德里斯泽古尼等地。
从16世纪开始，萨阿德和阿拉维家族开始在摩洛哥南部建立领地，并最终接掌了摩洛哥。摩洛哥绝大多数的谢里夫都是哈桑·本·阿里的后代。

### 阿尔及利亚
在阿尔及利亚西部的特莱姆森、艾因泰穆尚特、西迪贝勒阿巴斯、穆斯塔加奈姆、穆阿斯凯尔、谢里夫、埃利赞和瓦赫兰等地也有伊德里斯裔的谢里夫。
根据法国历史学家所称，阿尔及利亚的英雄、埃米尔阿卜杜卡迪尔是穆罕默德的后代。他的全名为“阿卜杜卡迪尔·本·毛希丁·本·穆斯塔法·本·穆罕默德·本·艾哈迈德·本·穆罕默德·本·阿卜杜勒-卡维·本·阿里·本·艾哈迈德·本·哈立德·本·优素福·本·艾哈迈德·本·巴沙尔·本·穆罕默德·本·马苏德·本·塔乌斯·本·雅各布·本·阿卜杜卡维本·艾哈迈德·本·穆罕默德·本·伊德里斯二世·本·伊德里斯一世·本·阿卜杜拉卡迈勒·本·哈桑穆萨纳·本·哈桑·本·阿里”。
但也有历史学家质疑，认为埃米尔阿卜杜卡迪尔是阿马齐格部落伊夫兰的后裔。

### 利比亚
政治宗教兄弟会组织塞努西教团由赛义德·穆罕默德·本·阿里·赛努西于1837年在麦加创建，1917年成为昔兰尼加的埃米尔，1922年成为的黎波里的埃米尔。该王朝从其第六任苏丹阿里·本·奥马尔开始都具有谢里夫血统。他们后来成了利比亚的国王。
利比亚的末代国王伊德里斯一世在1969年的军事政变中被推翻。目前申索利比亚王位的有赛义德·穆罕默德·塞努西和赛义德·伊德里斯·本·阿卜杜拉·塞努西。

### 索马里
在索马里，有一支声称自己是先知穆罕默德后裔的谢里夫部落。这些谢里夫族人是通过先知的外孙哈桑·本·阿里或侯赛因·本·阿里与先知产生的联系。索马里的侯赛因支族人作为少数族群“贝纳迪里”（Benadiri）的一部分，主要生活在摩加迪沙等沿海城镇，小部分因经商或购地迁居其他地区。哈桑支则主要生活在该国内陆，但也有一些依据摩加迪沙等地，大多数不属于贝纳迪里。但是，港口城市马尔卡的谢里夫al-Ahdali不仅属于贝纳迪里，而且据称是属于哈桑一脉。谢里夫的长者称他们的族人生活在索马里南部、肯尼亚和埃塞俄比亚，而他们主要生活在像巴尔代雷、基斯马尤、拜多亚、胡杜尔、马尔卡、巴拉韦、摩加迪沙等城市地区。一些谢里夫族人在1977年欧加登战争后迁居埃塞俄比亚，他们主要生活在欧加登、德雷达瓦、奥罗米亚、哈勒尔等地。还有很多谢里夫族人在1991年—1992年的索马里内战中逃离了索马里。